# Каллісто (супутник)
Каллі́сто (лат. Callisto; грец. Καλλιστώ) — другий за розміром супутник Юпітера, один із чотирьох галілеєвих супутників і найдальший від планети серед них. Відкритий 1610 року Галілео Галілеєм, названий на честь персонажки давньогрецької міфології — Каллісто, коханки Зевса. У Сонячній системі це третій за розміром супутник після Ганімеда і найбільшого супутника Сатурна — Титана.
Діаметр Каллісто становить 4 821 км, що приблизно на третину більше за Місяць та менше ніж на 100 км від діаметра планети Меркурій. Каллісто не виявляє жодних ознак підземних процесів, таких як тектоніка плит або вулканізм, і немає жодних ознак геологічної активності в цілому. Каллісто складається з приблизно рівних кількостей скельних порід і льоду. Має найнижчу густину і поверхневу гравітацію серед галілеєвих супутників. Каллісто оточена надзвичайно розрідженою атмосферою, що складається з вуглекислого газу і, ймовірно, молекулярного кисню, а також досить інтенсивною іоносферою.
Каллісто обертається навколо Юпітера на відстані 1 882 700 км, що приблизно вшестеро далі за відстань на якій Місяць обертається навколо Землі. Супутник не перебуває в орбітальному резонансі, і тому не зазнає помітного приливного нагрівання. Каллісто — синхронний супутник, тому вона завжди повернута до Юпітера однією стороною (перебуває у припливному захопленні). На неї менше впливає магнітосфера Юпітера, ніж на інші внутрішні супутники, через її більш віддалену орбіту, розташовану за межами головного радіаційного поясу Юпітера.
Вважається, що Каллісто утворилася шляхом повільної акреції з диска газу і пилу, які оточували Юпітер після його формування. Але для швидкої диференціації магми було недостатньо тепла. Повільна конвекція в надрах Каллісто привела до часткової диференціації та, можливо, до утворення підповерхневого океану на глибині 100—150 км і невеликого кам'янистого ядра. Вважається, що поверхня розвивалася переважно під впливом метеоритних ударів. Поверхня супутника є найстарішою і найбільш кратерованою в Сонячній системі. Найхарактерніша особливість поверхні Каллісто — багатокільцеві структури («цирки»). ЇЇ низовини характеризуються згладженим ландшафтом і темнішим кольором, а верхні частини підвищень покриті яскравим інеєм.
Завдяки низькому рівню радіаційного фону, розмірам Каллісто, і ймовірної наявності океану, є можливість, що там може існувати життя. Довгий час супутник вважався найбільш придатним для базування майбутніх пілотованих місій для вивчення системи Юпітера. Основний обсяг знань про цей супутник отримані апаратом «Галілео»; інші космічні апарати — «Піонер-10», «Піонер-11», «Вояджер-1», «Вояджер-2», «Кассіні» та «Нові обрії» — вивчали супутник під час польоту до інших об'єктів.

## Назва

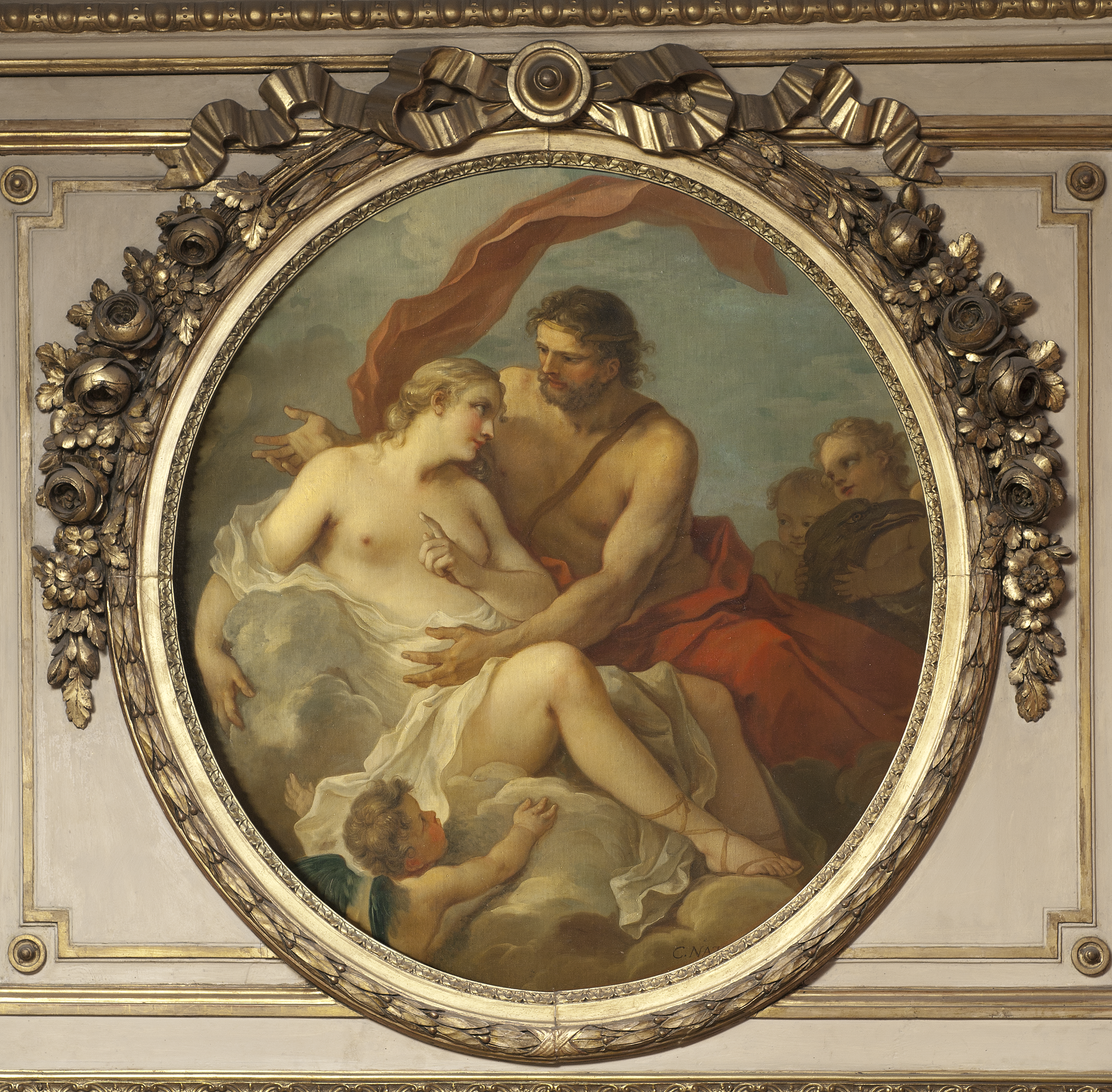
«Юпітер і Каллісто». Картина Шарля-Жозефа Натоара 1745 року, у Національному музеї Стокгольма.

Галілео Галілей мав право надавати назви супутникам Юпітера, він прагнув назвати їх на честь свого патрона Козімо II Медічі. Спершу розглядав «Зорі Козімо» (лат. Cosmica Sidera), але зрештою зупинився на «Зорях Медічі» (лат. Medicea Sidera). Але жодна з назв не набула широкого вжитку.
Французький астроном Ніколя-Клод Фабрі де Пейреск пропонував давати окремі назви супутникам на честь членів родини Медічі, але його пропозицію не прийняли. Симон Маріус намагався назвати супутники «Сатурн Юпітера» (це була Каллісто), «Юпітер Юпітера», «Венера Юпітера» і «Меркурій Юпітера», але ця номенклатура також не прижилася.

Врешті Каллісто, як і всі галілеєві супутники, було названо на честь однієї з численних коханок Зевса в давньогрецькій міфології. Каллісто була німфою (або, згідно з деякими джерелами, дочкою Лікаона), яка була пов'язана з богинею полювання Артемідою. Назву надав Симон Маріус 1614 року за пропозиції Йоганна Кеплера:
Поети часто засуджують Юпітера через його нерегулярні кохання. Особливо згадуються три дівчини, до яких Юпітер таємно залицявся і зробив це з успіхом. Іо, дочка річки Інах; Каллісто Лікаона та Європа Агенора. Потім був Ганімед, вродливий син царя Троса, якого Юпітер, прийнявши вигляд орла, переніс на небо на своїй спині, як казково розповідають поети… Тому я вважаю, що не помилився, коли Перший я назвав Іо, Другий — Європа, Третій, через його велич світла, — Ганімед, а Четвертий — Каллісто…
Однак назви галілеєвих супутників не були загальновживаними до середини 20 століття. У більшій частині ранньої астрономічної літератури Каллісто згадується за позначенням римськими цифрами, системою, введеною Галілеєм, як Юпітер IV або як «четвертий супутник Юпітера».

## Дослідження

Зіставлення розмірів Землі, Місяця і Каллісто

### Наземні спостереження
Каллісто була відкрита Галілео Галілеєм у ніч із 7 на 8 січня 1610 року за допомогою розробленого ним телескопа, коли він спостерігав за яскравими об'єктами навколо Юпітера, яких тоді назвав «зорями». Каллісто завжди спостерігалася протягом наступних двох місяців, якщо вона не була занадто близько до Юпітера, на відміну від Європи та Іо. Відкриття чотирьох найбільших супутників Юпітера мало велике значення, оскільки стало одним з перших спостережень небесних тіл, які оберталися навколо іншої планети, і надало вагомі докази проти геоцентричної моделі Всесвіту, яка стверджувала, що всі небесні тіла обертаються навколо Землі. Галілей спочатку спостерігав Каллісто разом з трьома іншими супутниками - Іо, Європою та Ганімедом, які разом знані як галілеєві супутники. Ці спостереження Галілей записав у манускрипт Sidereus Nuncius, де він задокументував положення цих супутників відносно Юпітера протягом кількох ночей поспіль, підтвердивши їхні орбіти навколо планети.
У своєму виданні Mundus Jovialis (опублікованому 1614 року) Симон Маріус стверджував, що він відкрив чотири супутники Юпітера раніше за Галілея і спостерігав за ними з 1609 року. Але Галілей зазначив, що, перебуваючи поза церквою, Маріус ще не прийняв григоріанський календар і все ще користувався юліанським. Тому ніч, коли Галілей вперше спостерігав супутники Юпітера, була 7 січня 1610 року за григоріанським календарем — 28 грудня 1609 року за юліанським (Маріус стверджував, що вперше спостерігав супутники Юпітера 29 грудня 1609 року).
Вільям Генрі Пікерінг вважав, що супутники Юпітера не були твердими тілами, а малими агрегатами пилу та метеоритних уламків. Цим він пояснював те, що вони виглядали еліптичними в телескоп, тому астроном намагався виміряти їхню «еліптичність». Згодом інші спостерігачі показали, що передбачувана еліптичність супутників, про яку повідомив Пікерінг, була ілюзорною, ймовірно, через контраст або астигматичні ефекти. Пізніше астрономи також показали, що галілеєві супутники обертаються синхронно зі своєю планетою.
В Лікській обсерваторії американський астроном Едвард Емерсон Барнард використовував найбільший на той час телескоп у світі, 36-дюймовий рефрактор Кларка, щоб провести спостереження за Ганімедом і Каллісто з 1893 по 1895 рік. Його результати були опубліковані в науковому журналі Astronomische Nachrichten у 1897 році. Він описував проходження та затемнення галілеєвих супутників та надав безліч зображень Каллісто та Ганімеда. Також спростував припущення Ендрю Дугласа та Вільяма Пікерінга про існування білих полярних шапок на Каллісто.
На основі спостережень 1973 року Кааре Акснес та Фред Франклін досить точно обчислили середні радіуси галілеєвих супутників, зокрема Каллісто (оцінка радіусу якої становила 2445 км).

### Вивчення космічними апаратами
Проліт поблизу Юпітера в 1970-х роках автоматичними міжпланетними станціями (АМС) «Піонер-10» і «Піонер-11» лише незначно розширив уявлення про поверхню та внутрішню структуру Каллісто у порівнянні з тим, що було про неї відомо завдяки наземним спостереженням. Справжнім проривом стало дослідження супутника космічними апаратами «Вояджер-1» і «Вояджер-2» під час їхнього прольоту біля Юпітера в 1979—1980 роках. Вони надали зображення більше ніж половини поверхні супутника з роздільністю в 1—2 км, і дозволили отримати точні дані про його масу та форму, а також температуру поверхні. Нова епоха досліджень тривала з 1994 по 2003, коли космічний апарат «Галілео» здійснив вісім близьких прольотів біля Каллісто, а під час останнього прольоту по орбіті C30 у 2001 пройшов за 138 км від поверхні супутника. «Галілео» надав зображення всієї поверхні супутника і для деяких окремих районів зробив чимало фотографій з роздільністю до 15 м. 2000 року космічний апарат «Кассіні», під час прольоту в системі Сатурна, надав дані інфрачервоного спектра Каллісто з високою роздільністю. У лютому — березні 2007 року космічний апарат «Нові обрії», перебуваючи на шляху до Плутона, отримав нові зображення та дані інфрачервоного спектра Каллісто.

### Майбутні місії
Заплановано три місії до Каллісто. Космічний апарат Jupiter Icy Moons Explorer (JUICE) Європейського космічного агентства (ЄКА), який було запущено 14 квітня 2023 року, виконає 21 близький обліт Каллісто в період з 2031 по 2034 рік. Космічний апарат Europa Clipper NASA, який запущено 14 жовтня 2024 року, зробить дев'ять близьких обльотів Каллісто, починаючи з 2030 року. Майбутні геофізичні та композиційні вимірювання місій JUICE та Europa Clipper нададуть вирішальні дані про структуру гідросфери, склад океану та глибинну внутрішню структуру галілеєвих супутників. В ході китайської місії CNSA космічний апарат «Тяньвень-4» буде запущений до Юпітера приблизно 2030 року, перш ніж вийти на орбіту навколо Каллісто.

### Скасовані місії
Запропонована до запуску у 2020 році Europa Jupiter System Mission (EJSM) була спільним проєктом NASA і ЄКА із дослідження супутників Юпітера та його магнітосфери. У лютому 2009 року ЄКА і NASA підтвердили, що місії було присвоєно вищий пріоритет, ніж Titan Saturn System Mission. Але оскільки ЄКА здійснює одночасну підтримку інших програм, то європейський внесок у цю програму постав перед фінансовими труднощами. Місія EJSM мала складатись з орбітального апарату Jupiter Europa Orbiter (JEO) під керівництвом NASA та орбітального апарату Jupiter Ganymede Orbiter (JGO) під керівництвом ЄКА.

## Походження та еволюція
Слабка диференціація Каллісто, на яку вказують вимірювання моменту інерції, означає, що супутник ніколи не був розігрітий до температур, достатніх для розплавлення льодів, які становлять його немалу частину. Тому найімовірніше, що супутник утворився в ході повільної акреції зовнішніх шарів розрідженої газопилової туманності, яка оточувала Юпітер в процесі його утворення. Тепло, що генерувалося зіткненнями, радіоактивним розпадом і стисненням супутника, при достатньо повільній акреції речовини успішно відводилося в космос, що запобігло плавленню льодів і швидкому розшаруванню речовин з різними густинами. Ймовірно супутник сформувався за 0,1—10 млн років.

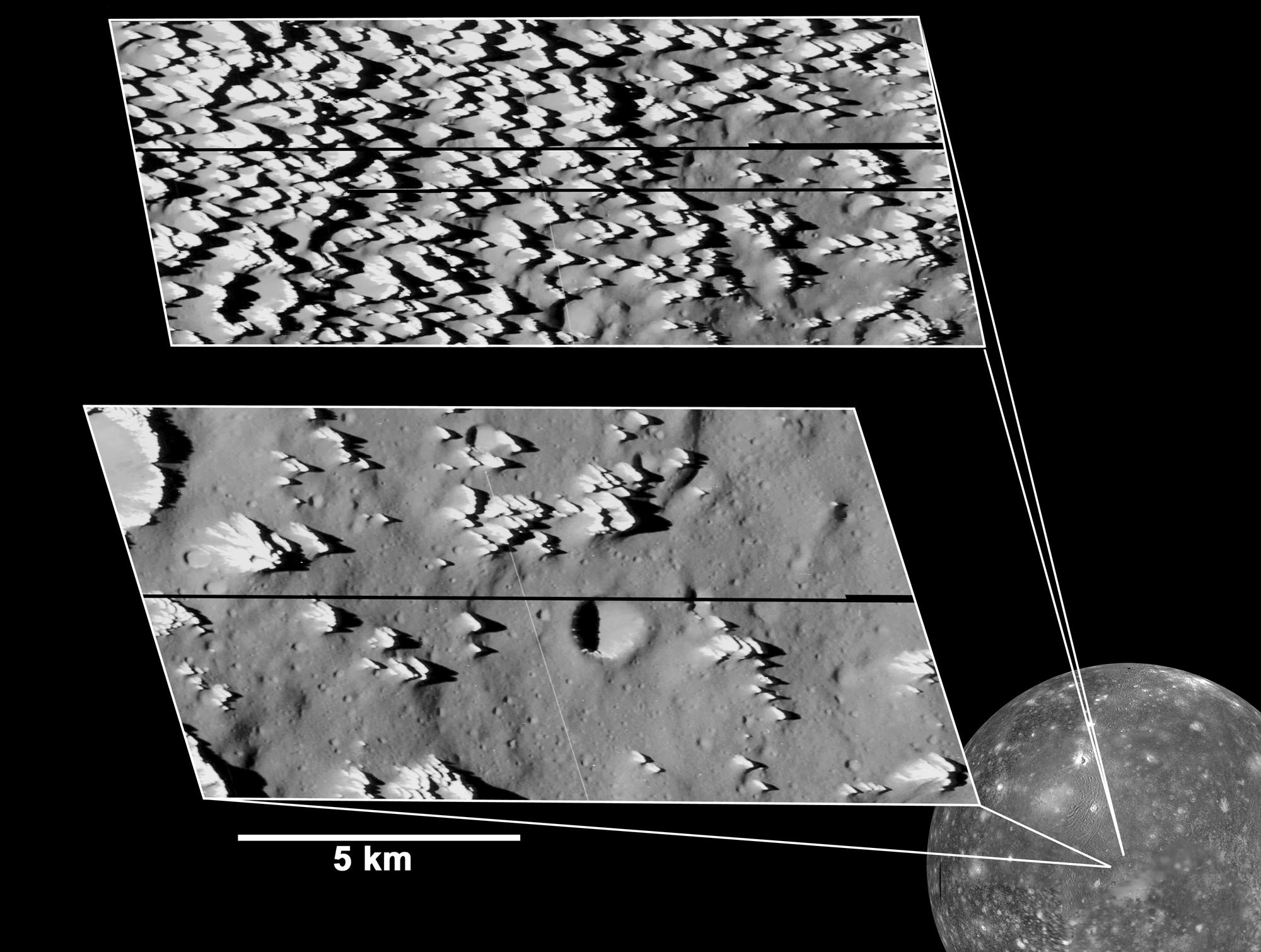
Фото пагорбів, що перебувають під впливом ерозії (вище) і повністю еродованих (нижче) пагорбів (~100 м висотою), які, можливо, сформувалися з речовини, викинутої при зіткненні

Подальша еволюція Каллісто після акреції визначалася радіоактивним нагріванням, охолодженням поверхні через теплопровідність, а також конвекцією твердої чи напівтвердої речовини в її надрах. Оскільки через температурну залежність в'язкості льоду перемішування внутрішніх шарів повинне починатися лише при температурі, близькій до температури його плавлення, напівтверда конвекція є однією з головних проблем у моделюванні надр всіх крижаних супутників, включаючи Каллісто. Цей процес надзвичайно повільний — зі швидкістю руху льоду ≈1 см/рік, але попри це є ефективним охолоджувальним механізмом на тривалих часових відрізках. Поступово жорсткий і холодний зовнішній шар супутника проводить тепло без конвекції, тоді як льоди під ним перебувають у стані напівтвердої конвекції. У випадку Каллісто зовнішній провідний рівень є твердою і холодною літосферою товщиною близько 100 км, яка достатньо ефективно перешкоджає зовнішнім проявам тектонічної активності на супутнику. Конвекція в надрах Каллісто може бути багаторівневою через різні кристалічні фази водяного льоду на різних глибинах: на поверхні, при мінімальній температурі та тиску, він перебуває у фазі І, в той час, як у центральних областях повинен перебувати у фазі VII. Напівтверда конвекція в надрах Каллісто, яка почалася рано, могла запобігти великомасштабному плавленню льодів і наступній диференціації, яка інакше сформувала б кам'яне ядро і крижану мантію. Але дуже повільна диференціація надр Каллісто йшла протягом мільярдів років, і, мабуть, триває й досі.
Поточні уявлення про історію еволюції Каллісто допускають існування підповерхневого океану з рідкої води. Це пов'язано з аномальним характером температури плавлення льоду фази I, яка зменшується з тиском, досягаючи температури 251 K при 2070 барах (207 МПа). У всіх правдоподібних моделях температура на глибині між 100 і 200 км дуже близька або трохи перевищує це значення. Наявність навіть невеликих кількостей аміаку — близько 1—2 % за масою — практично гарантує існування рідкого шару, тому що аміак ще більше понижує температуру плавлення.
Хоча Каллісто і нагадує — принаймні за об'ємом і масою — Ганімед, у неї була набагато простіша геологічна історія. Поверхня Каллісто формувалася переважно ударними подіями та іншими зовнішніми силами. На відміну від Ганімеда з його покритими борознами поверхнею, на ній мало ознак тектонічної активності. Ці відмінності Каллісто і Ганімеда пояснюють різними умовами формування, сильнішим припливним нагріванням Ганімеда чи більшим впливом на нього пізнього важкого бомбардування. Відносно проста геологічна історія Каллісто є відправною точкою для планетологів, порівнюючи її зі складнішими та активнішими об'єктами.

## Фізичні характеристики

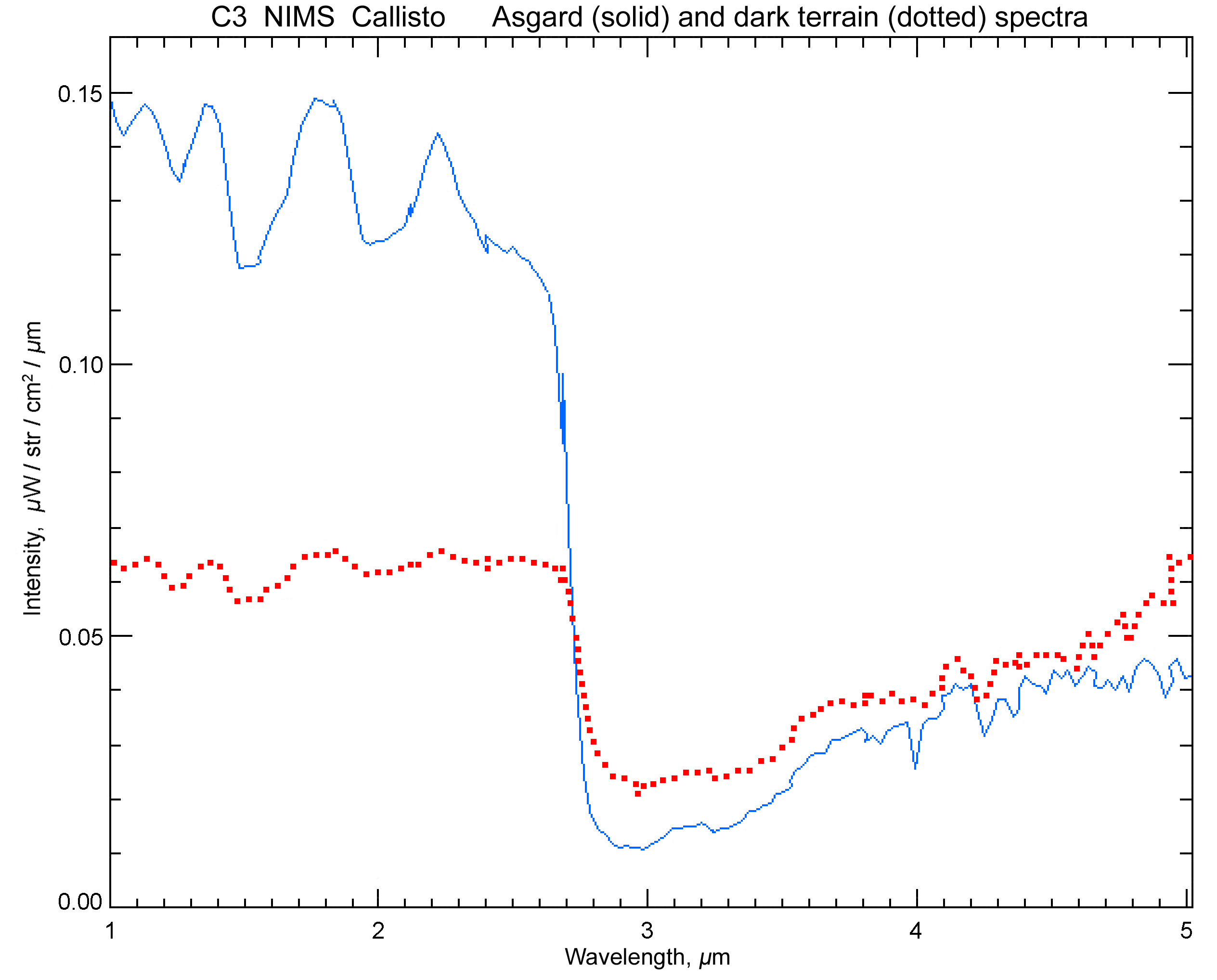
Ближній інфрачервоний спектр темних кратерованих рівнин (червоний) і ударного кратера Асгард (кратер) (блакитний) показує надлишок у цьому кратері водяного льоду (лінії поглинання з 1 до 2 мкм) і меншу кількість скельних порід.

Індуковане магнітне поле навколо Каллісто

Середня густина Каллісто дорівнює 1,83 г/см3. Це вказує на те, що вона складається з приблизно рівної кількості водяного льоду та скельних порід і додаткових включень замерзлих газів. Масова частка льодів становить близько 49—55 %. Точний склад кам'яного складника супутника невідомий, але, мабуть, він близький до складу звичайних хондритів класу L/LL, який у порівнянні з хондритами класу H, має нижчий повний вміст заліза, менший відсоток металічного заліза і більший — оксидів заліза. Масове співвідношення між залізом і кремнієм в Каллісто становить 0,9—1,3 (для прикладу, для Сонця це співвідношення приблизно дорівнює 1:8).
Альбедо поверхні Каллісто приблизно дорівнює 20 %. Вважається, що склад її поверхні приблизно такий самий, як і склад її в цілому. На її спектрах у ближній інфрачервоній області видно смуги поглинання водяного льоду на довжинах хвиль 1,04, 1,25, 1,5, 2,0 і 3,0 мкм. Водяний лід на поверхні Каллісто зустрічається скрізь, його масова частка становить від 25 до 50 %. Аналіз ближніх інфрачервоних та ультрафіолетових спектрів у високій роздільності, отриманих космічним апаратом «Галілео» і наземними інструментами, виявив значну кількість й інших речовин: гідратовані силікати, що містять магній та залізо, вуглекислий газ, діоксид сірки, а також, ймовірно, аміак та інші органічні сполуки. Результати місії вказують на наявність деякої кількості толінів на поверхні. Крім того, спектральні дані вказують на сильну дрібномасштабну неоднорідність поверхні супутника. Невеликі яскраві плями чистого водяного льоду хаотично перемішані з ділянками, покритими сумішшю скельних порід і льоду, і з великими темними областями, покритими не крижаними породами.
Поверхні Каллісто властива асиметрія: ведуча півкуля темніша, ніж ведена. На інших галілеєвих супутниках ситуація протилежна. Ведена півкуля, судячи з усього, багата вуглекислим газом, в той час, як на ведучій більше діоксиду сірки. Велика кількість відносно молодих ударних кратерів (як от кратер Лофн) також збагачена вуглекислим газом. В цілому, хімічний склад поверхні Каллісто, особливо її темних областей, скоріш за все близький до складу астероїдів D-класу, поверхня яких складається з вуглецевмісної матерії.
Космічний апарат «Галілео» виміряв слабке магнітне поле в Каллісто, сила якого змінюється в міру того, як супутник рухається через надзвичайно сильну магнітосферу Юпітера. Це свідчить про наявність електропровідної рідини, такої як солона вода, під крижаною поверхнею Каллісто.

## Внутрішня будова

Внутрішня будова Каллісто

Сильно кратерований поверхневий шар Каллісто розташовується на холодній та жорсткій крижаній літосфері, товщина якої за різними оцінками становить від 80 до 150 км. Якщо дослідження магнітних полів навколо Юпітера та його супутників були інтерпретовані правильно, то під крижаною корою може розташовуватися солоний океан завглибшки 50—200 км. Було виявлено, що Каллісто взаємодіє з магнітним полем Юпітера як куля з гарною провідністю: поле не може потрапити в надра супутника, що вказує на наявність суцільного шару з електропровідної рідини товщиною не менше 10 км. Існування океану стає ймовірнішим, якщо припустити наявність в ньому невеликої кількості (до 5 % за масою) аміаку або іншого антифризу. В такому випадку глибина океану може досягати 250—300 км.
Каллісто лише частково диференційована. Надра Каллісто, що розташовуються під літосферою і ймовірним океаном, можливо, не є ні повністю однорідними, ні повністю розшарованими, а є сумішшю речовин з поступовим ростом вмісту силікатів з глибиною. На це вказує низьке значення моменту інерції[а] супутника (за даними «Галілео» він дорівнює (0,3549 ± 0,0042)×mr2). Значення густини та моменту інерції сумісні з наявністю в центрі супутника маленького силікатного ядра. У будь-якому випадку, радіус такого ядра не може перевищувати 600 км, а його густина може лежати в межах від 3,1 до 3,6 г/см3. Таким чином, надра Каллісто разюче відрізняються від надр Ганімеда, які диференційовані повністю.

## Орбіта й обертання

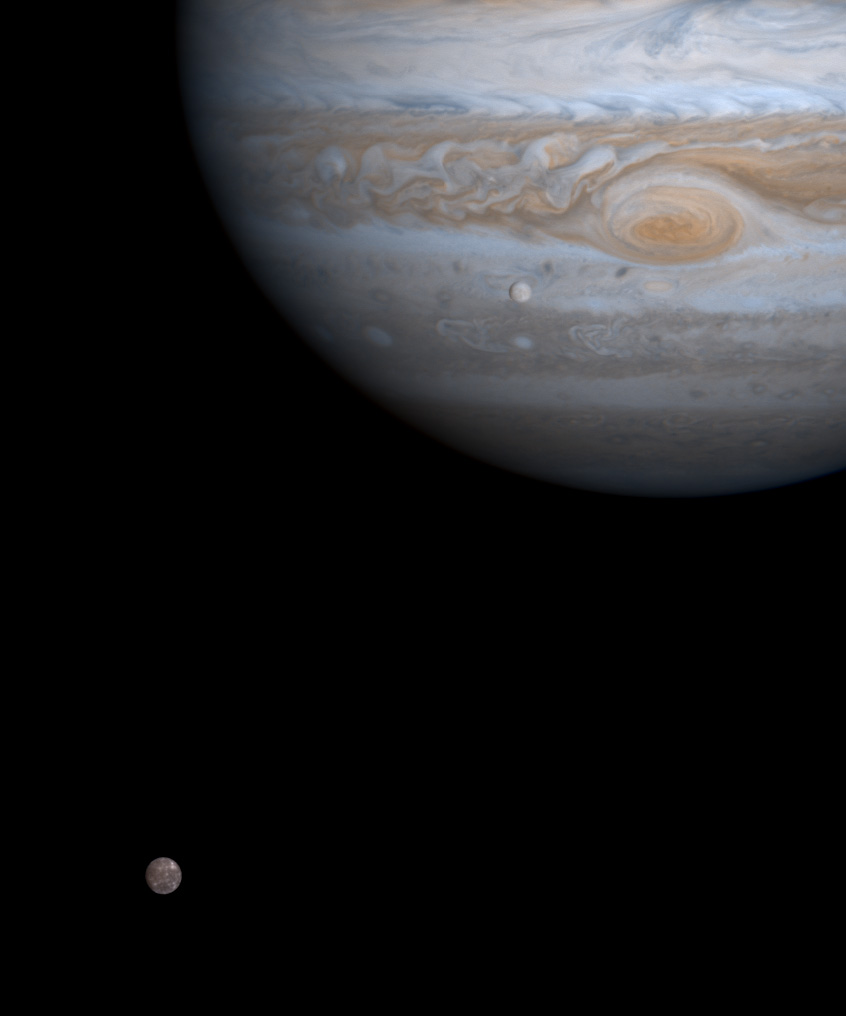
Каллісто (знизу і ліворуч), Юпітер (згори і праворуч) та Європа (нижче і лівіше від Великої червоної плями). Фото було зроблене з борта космічного апарата «Кассіні»

Каллісто — найдальший з чотирьох галілеєвих супутників. Її орбіта знаходиться на відстані 1 882 000 км від Юпітера, що становить близько 26,3 його радіусів (71 492 км). Це набагато більше, ніж радіус орбіти іншого галілеєвого супутника, Ганімеда, який становить 1 070 000 км. Завдяки відносно віддаленій орбіті Каллісто не перебуває і, ймовірно, ніколи не перебувала в орбітальному резонансі з трьома іншими галілеєвими супутниками.
Як і більшість регулярних супутників планет, Каллісто обертається синхронно з власним орбітальним рухом: тривалість дня на Каллісто дорівнює її орбітальному періоду і становить 16,7 земної доби. Орбіта супутника має невеликий ексцентриситет і нахил до екватора Юпітера, які квазіперіодично змінюються через гравітаційні збурення від Сонця і планет протягом століть. Діапазон змін становить 0,0072—0,0076 і 0,20—0,60° відповідно. Ці орбітальні збурення також зумовлюють нахил осі обертання змінюватись між 0,4° і 1,6°.
Віддаленість Каллісто від Юпітера привела до того, що вона ніколи не піддавалася суттєвому припливному розігріванню, і це мало важливі наслідки для внутрішньої структури супутника та його геологічної еволюції. Така відстань від Юпітера означає також, що потік заряджених частинок, що випадають на поверхню Каллісто з магнітосфери Юпітера, відносно низький — приблизно в 300 разів нижчий, ніж на Європі. Отже, радіація не відіграла важливої ролі у формуванні вигляду поверхні цього супутника, на відміну від інших галілеєвих супутників. Рівень радіації на поверхні Каллісто еквівалентний дозі близько 0,01 бер (0,1 мЗв) на добу.

## Поверхня

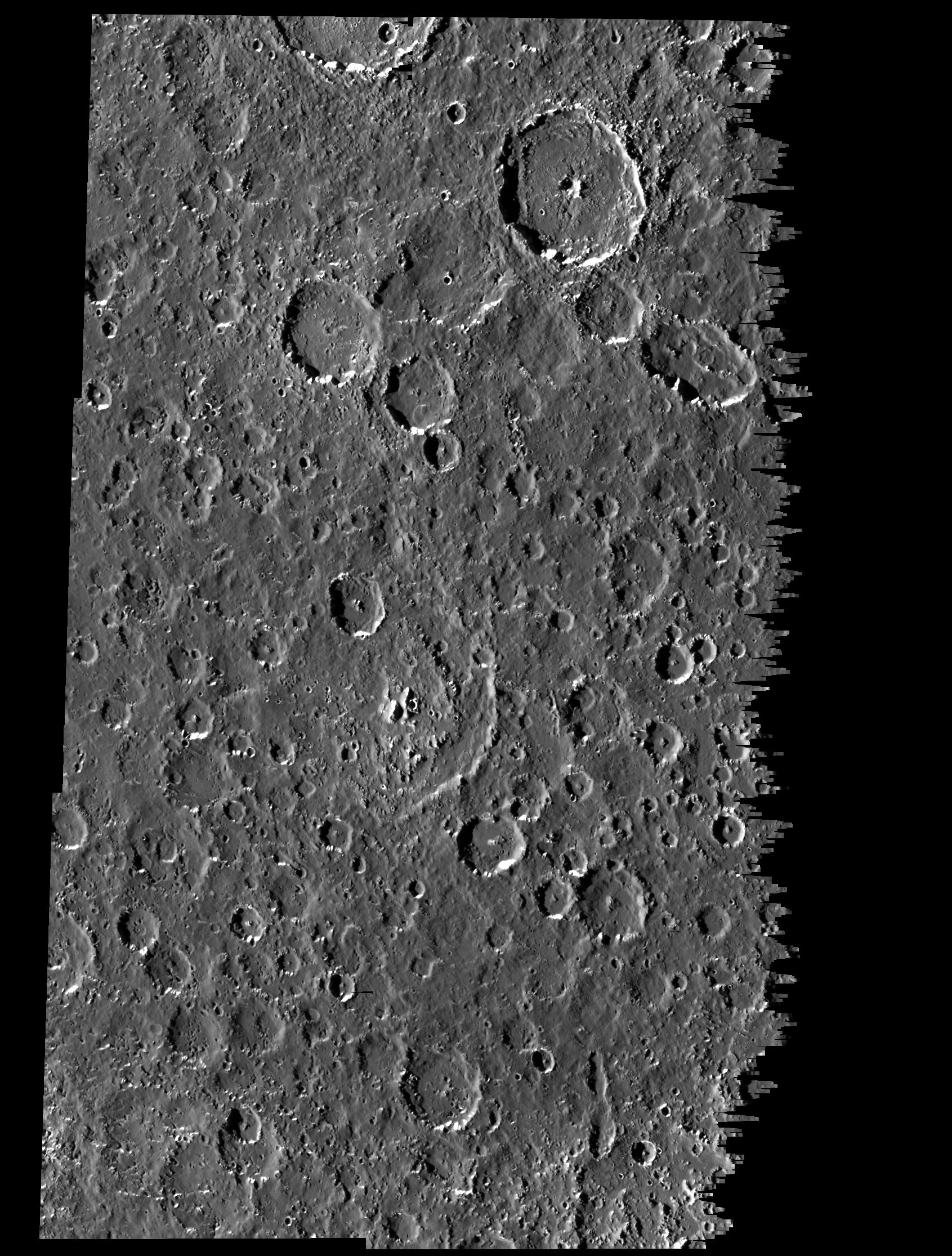
Зображення, отримане космічним апаратом «Галілео», на якому видно кратеровані рівнини з вираженим локальним вирівнюванням поверхні супутника.

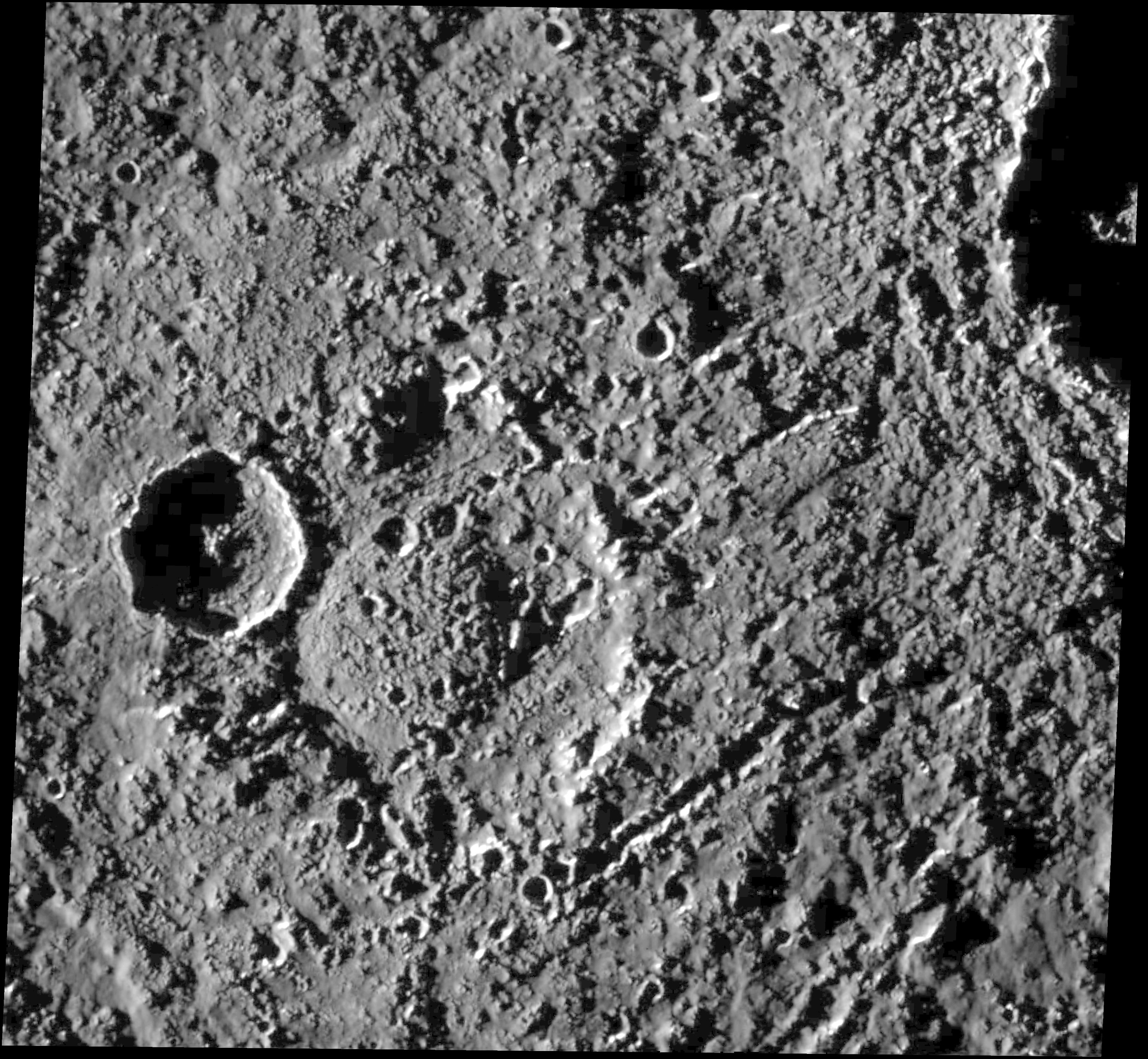
Ударний кратер Хар з центральним куполом. Декілька ланцюжків на знімку — сліди формування іншого ударного кратера з назвою Тіндр у верхньому правому куті зображення.

Давня поверхня Каллісто — одна з найбільш кратерованих у Сонячній системі. Щільність кратерів на поверхні супутника настільки велика, що майже кожен новий ударний кратер накладається на старий або лягає так близько до сусіднього, що руйнує його. Великомасштабна геологія Каллісто відносно проста: на супутнику немає ніяких великих гір, вулканів і подібних ендогенних тектонічних структур. Ударні кратери та багатокільцеві структури разом із пов'язаними розломами, уступами та відкладами — єдині великі геоструктури, що можна розрізнити на поверхні. Відносно невелика кількість маленьких кратерів у порівнянні з великими й помітна поширеність пагорбів вказують на поступове згладжування рельєфу супутника процесами сублімації.
Найбільші геоструктури на Каллісто — імпактні басейни, які іноді називають «амфітеатрами» або «цирками» через їхній зовнішній вигляд. Найбільший із них — Вальгалла з яскравим центральним регіоном діаметром 600 км, який оточують концентричні кільця радіусом до 1800 км. Другий за величиною імпактний басейн, Асгард, має діаметр близько 1600 км. Імпактні басейни, ймовірно, утворені розломами літосфери, що лежать на пухких або рідких шарах (можливо, на океані) після зіткнень із великими небесними тілами. Також на поверхні Каллісто є ланцюжки з ударних кратерів (іноді вони зливаються один з одним). Ймовірно, вони виникли при зіткненні з Каллісто залишків об'єктів, які, підійшовши надмірно близько до Юпітера — ще до свого зіткнення з Каллісто, — були зруйновані припливними силами. Можливо також, що ланцюжки утворилися при пологих дотичних зіткненнях з поступовим руйнуванням падаючих тіл[г].
Поверхню Каллісто можна поділити на наступні геологічно відмінні регіони: кратеровані рівнини, світлі рівнини, яскраві та темні гладкі рівнини, а також різні райони, пов'язані з ударними кратерами та частинами багатокільцевих геоструктур. Кратеровані рівнини покривають більшу частину поверхні супутника, являючись найдавнішими її ділянками. Вони покриті сумішшю льодів та скельних порід. Світлі рівнини не такі поширені. Вони включають яскраві ударні кратери як от Бурр і Лофн, а також сліди від давніших та більших кратерів, знані як палімпсести[б], центральні регіони багатокільцевих геоструктур та ізольовані ділянки на кратерованих рівнинах. Вважається, що світлі рівнини покриті крижаними викидами імпактного походження. Яскраві, згладжені рівнини рідко зустрічаються на поверхні Каллісто і наявні переважно в районі впадин і борозен біля Вальгалли та Асгарда, чи деяких ділянках кратерованих рівнин. Спочатку вважалося, що вони пов'язані з ендогенною активністю супутника, але фотографії з високою роздільністю, зроблені космічним апаратом «Галілео», демонструють, що яскраві та гладкі рівнини пов'язані з потрісканою і горбистою поверхнею не мають ознак тектонічного чи вулканічного походження. Зображення з космічного апарата «Галілео» також дозволили розрізнити невеликі темні згладжені райони площею меншою ніж 10 000 км2, які оточують навколишні регіони. Можливо, вони покриті викидами кріовулканів. Оскільки щільність кратерів на рівнинних ділянках нижча фонової, ці ділянки повинні бути відносно молодими.
Діаметр ударних кратерів коливається від 0,1 км до понад 100 км, не рахуючи багатокільцевих структур. Невеликі кратери, діаметром менше ніж 5 км, мають форму чаші з увігнутим або плоским дном. Ті, що мають діаметр 5—40 км, зазвичай мають центральну вершину. Більші ударні об'єкти, діаметри яких знаходяться в діапазоні 25–100 км, мають центральні ями замість піків, як, наприклад, кратер Тіндр. Найбільші кратери діаметром понад 60 км можуть мати центральні куполи, які, ймовірно, є результатом центрального тектонічного підняття після удару. Прикладами є кратери Дох і Хар. Невелика кількість дуже великих — понад 100 км у діаметрі — і яскравих ударних кратерів має досить незвичайну геометричну форму. Вони надзвичайно неглибокі та можуть бути перехідною формою рельєфу до багатокільцевих структур, як у випадку з Лофном. Кратери Каллісто зазвичай мілкіші, ніж на Місяці.

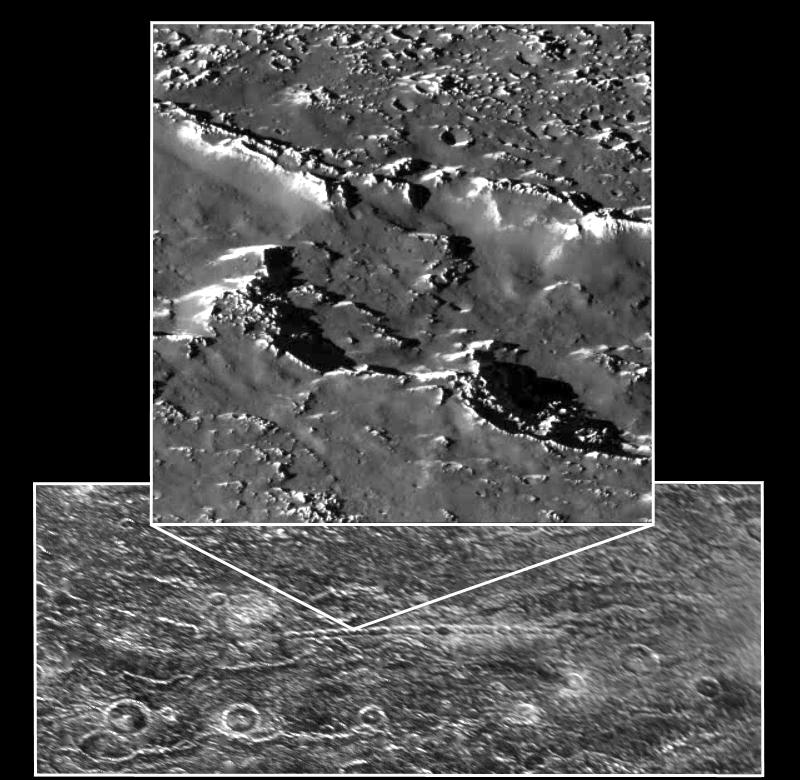
Ланцюжок Гомул та його збільшений фрагмент

Як згадувалося вище, на поверхні Каллісто були виявлені невеликі ділянки чистого водяного льоду з альбедо вище 80 %, оточені темнішою речовиною. Фотографії з високою роздільністю, отримані космічним апаратом «Галілео», показали, що ці яскраві ділянки переважно розташовані на підвищеннях — на валах кратерів, уступах, гребенях та пагорбах. Ймовірно, вони покриті тонкими відкладами водяного інею. Темна речовина зазвичай розташовується у навколишніх низовинах і виглядає відносно гладкою та рівною. Нерідко вона утворює ділянки до 5 км поперечником на дні кратерів і в міжкратерних пониженнях.

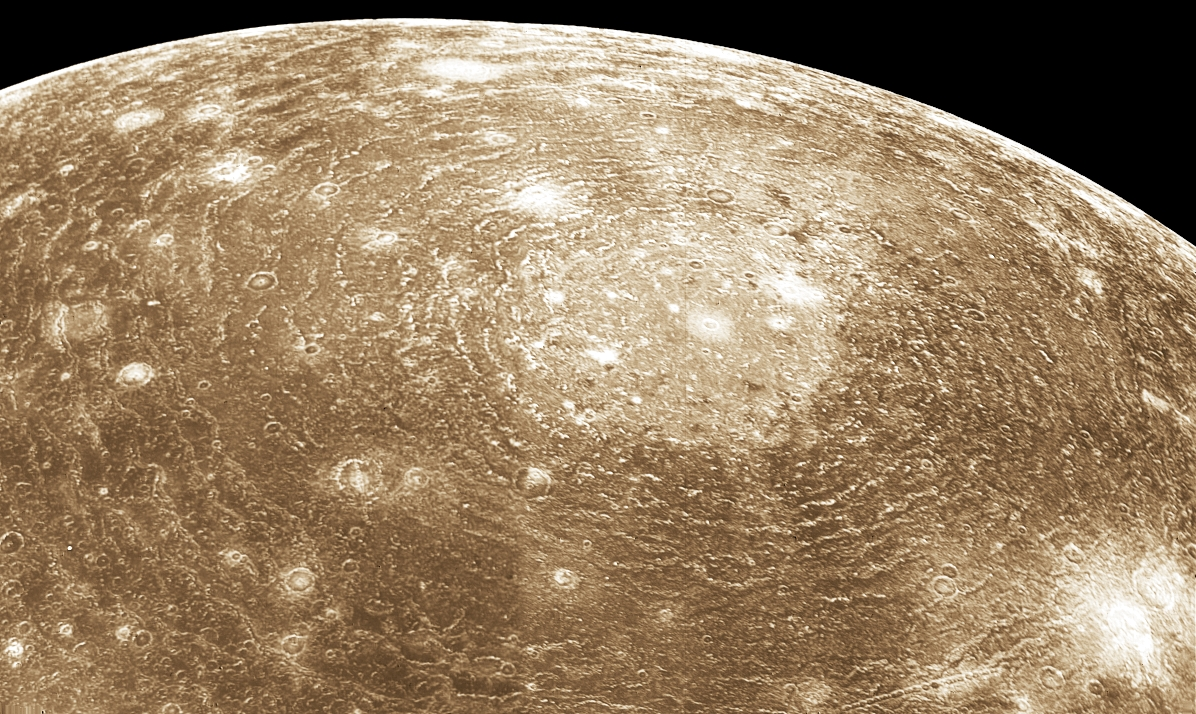
Зображення Вальгалли, багатокільцевої астроблеми з діаметром близько 3800 км, отримане космічним апаратом Вояджер-1.

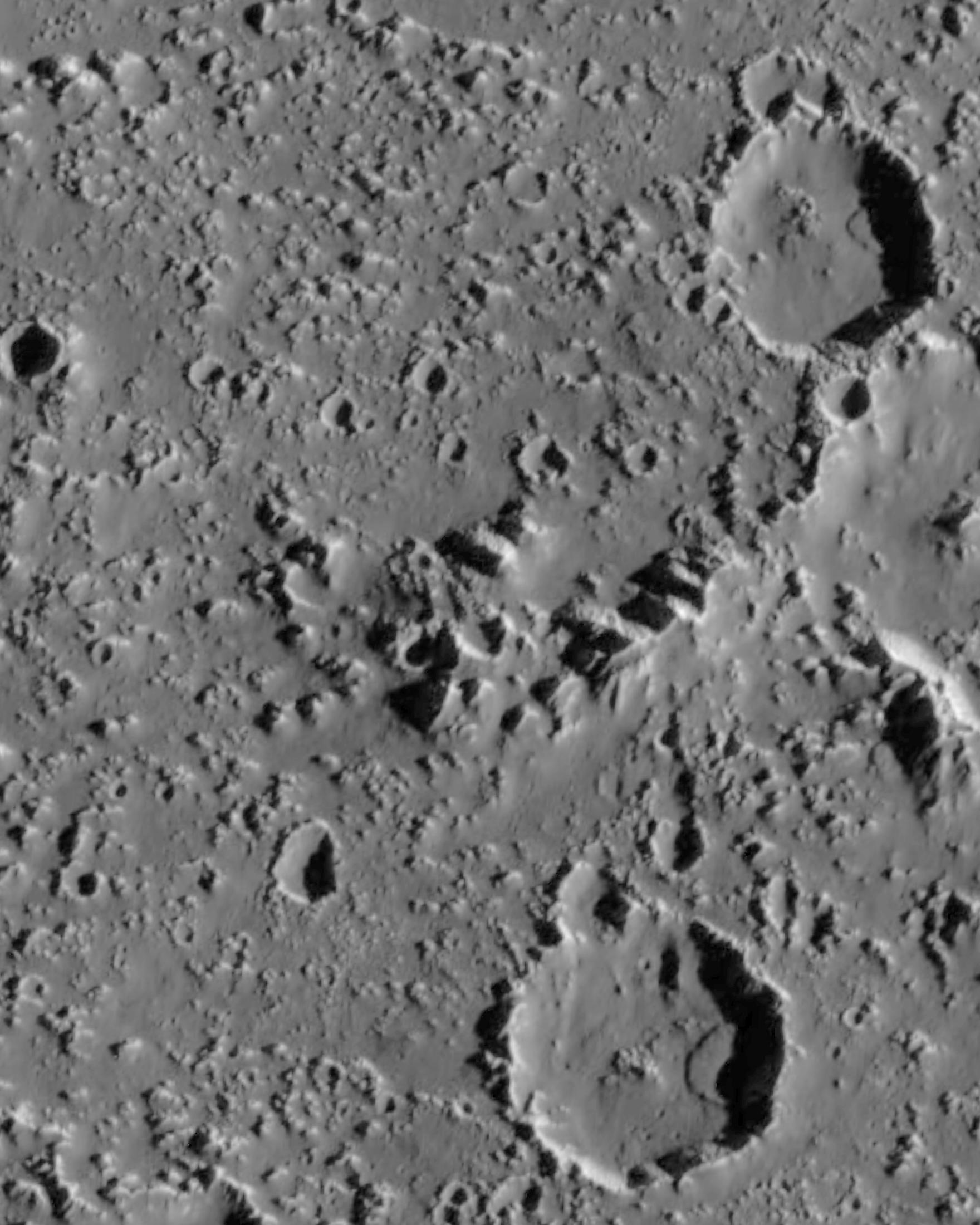
Два зсуви довжиною 3—3,5 км у правій частині двох великих кратерів.

На масштабах менше кілометра рельєф Каллісто згладжений ерозією сильніше, ніж рельєф інших крижаних галілеєвих супутників. Концентрація невеликих ударних кратерів (з діаметрами менше ніж 1 км) там менша, ніж, наприклад, на темних рівнинах Ганімеда. Замість невеликих кратерів майже всюди видно невеликі пагорби та впадини. Вважається, що пагорби — це залишки валів кратерів, зруйнованих ще не до кінця зрозумілими процесами. Найімовірніша причина цього явища — повільна сублімація льодів через нагрівання Сонцем (на денній стороні температура досягає 165 К). Сублімація води або інших летких сполук з «брудного льоду», з якого складаються краї кратерів, викликає їх руйнування, а некрижані складові частини країв утворюють обвали. Такі обвали, що часто спостерігаються і поблизу кратерів і всередині них, в науковій літературі отримали назву «уламкового фартуха» (англ. debris apron). Іноді кратерні вали посічені так званими «ярами» — звивистими борознами, аналогічними до тих що на Марсі. Якщо гіпотеза про сублімацію льодів правильна, то темні ділянки поверхні, що лежать у низовинах, складаються з переважно бідних на леткі речовини порід, які взялися зі зруйнованих валів, що оточували кратери, і накрили собою крижану поверхню Каллісто.
Приблизний вік ділянок поверхні Каллісто визначається за щільністю їх кратерування. Чим старіша поверхня, тим щільніше вона кратерована. Абсолютних датувань деталей рельєфу Каллісто немає, але згідно з теоретичними оцінками, кратеровані рівнини мають вік переважно близько 4,5 млрд років, що приблизно відповідає віку Сонячної системи. Оцінка віку багатокільцевих структур і різних ударних кратерів залежить від прийнятого значення швидкості кратерування, і оцінюється різними авторами від 1 до 4 млрд років.

## Атмосфера та іоносфера
У Каллісто було виявлено вкрай розріджену атмосферу з вуглекислого газу. Її зафіксував спектрометр для картографування в ближній інфрачервоній області на борту космічного апарата «Галілео» (англ. Galileo Near Infrared Mapping Spectrometer, NIMS) по лінії поглинання на довжині хвилі 4,2 мкм. Приповерхневий тиск оцінюється приблизно в 7,5× 10−12 бар (0,75 мкПА), а концентрація частинок — в 4× 108 частинок/см3. Без поповнення така атмосфера була б втрачена за 4 дні (див. Планетарний вітер), і це означає, що вона постійно поповнюється — очевидно, завдяки сублімації замерзлого вуглекислого газу, що узгоджується з гіпотезою про деградацію валів кратерів внаслідок сублімації льодів.
Іоносфера у Каллісто також була виявлена під час прольоту космічного апарата «Галілео». Її висока електронна густина (7—17× 104 см−3) не може пояснюватися фотоіонізацією лише атмосферного вуглекислого газу. На цьому базується припущення, що атмосфера Каллісто насправді складається переважно з молекулярного кисню, і його масова частка у 10—100 разів перевищує частку вуглекислого газу.
Однак прямих спостережень кисню в атмосфері Каллісто ще немає (станом на 2012 рік). Спостереження з «Габбла» дозволили встановити верхню межу його концентрації, яка узгоджується з даними супутника «Галілео» про іоносферу. В той же час «Габбл» виявив конденсований кисень на поверхні Каллісто.
Атомарний водень також був виявлений в атмосфері Каллісто за допомогою аналізу даних космічного телескопа «Габбл» 2001 року. На спектральних зображеннях, зроблених 15 і 24 грудня 2001 року, було виявлено слабкий сигнал розсіяного світла, який вказує на водневу корону. Спостережувана яскравість від розсіяного сонячного світла у водневій короні Каллісто приблизно вдвічі більша, коли спостерігається ведуча півкуля. Ця асиметрія може виникати через різну кількість водню як у передній, так і в задній півкулях. Однак ця півкульна різниця, ймовірно, походить від згасання сигналу в геокороні Землі, яке є сильнішим, коли спостерігають задню півкулю.

## Потенційне життя
Цілком можливо, що галофіли можуть існувати в підповерхневому океані. Як і у випадку з Європою та Ганімедом, було висунуто ідею, що придатні для життя умови та навіть позаземне мікробне життя можуть існувати в солоному океані під поверхнею Каллісто. Проте умови навколишнього середовища, необхідні для життя, є менш сприятливими на Каллісто, ніж на Європі. Основними причинами є відсутність контакту зі скельними породами та менший потік тепла з внутрішньої частини Каллісто. Океан Каллісто нагрівається лише внаслідок радіоактивного розпаду, тоді як океан Європи також нагрівається енергією припливів, оскільки вона знаходиться набагато ближче до Юпітера. Вважається, що з усіх супутників Юпітера Європа має найбільший шанс підтримувати мікробне життя.

## Потенціал для колонізації

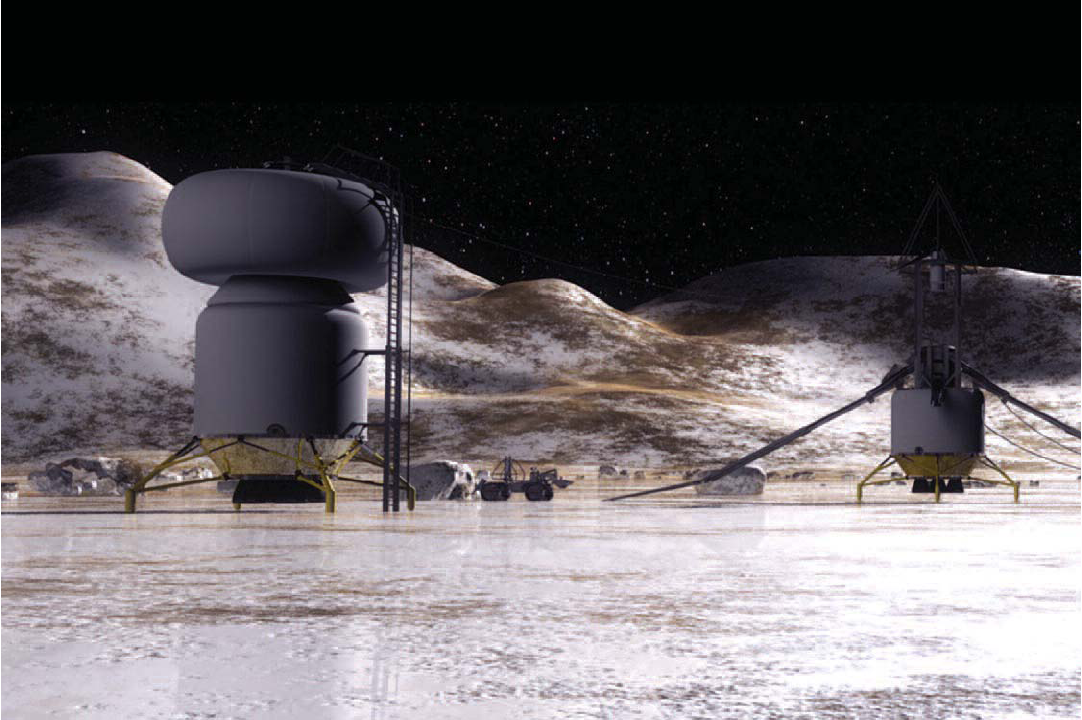
База на Каллісто в уяві художника

Починаючи з 1980-х років Каллісто є ціллю для пілотованого космічного польоту після аналогічної місії на Марс завдяки тому, що лежить поза радіаційним поясом Юпітера. 2003 року NASA виконала концептуальне дослідження під назвою «Дослідження зовнішніх планет людиною» (англ. Human Outer Planets Exploration, HOPE), в якому було розглянуто майбутнє освоєння людством зовнішньої Сонячної системи. Однією з детально розглянутих цілей була Каллісто.
Було запропоновано в перспективі побудувати на супутнику станцію по переробленню та виробництву палива із навколишніх льодів для космічних апаратів, що прямують для дослідження більш віддалених областей Сонячної системи, крім цього лід можна було б використовувати й для добування їжі. Однією з переваг заснування такої станції саме на Каллісто вважається низький рівень радіаційного випромінювання (завдяки віддаленості від Юпітера) і геологічна стабільність. Така база могла б сприяти дистанційному дослідженню Європи або бути місцем для дорожньої станції системи Юпітера, яка обслуговує космічні кораблі, що прямують далі у зовнішню Сонячну систему, використовуючи гравітаційний маневр від близького прольоту Юпітера після вильоту з Каллісто. У грудні 2003 року NASA повідомило, що місія з екіпажем до Каллісто стане можливою у 2040-х роках. Дослідження називає програму EJSM передумовою до пілотованого польоту. Вважається, що до Каллісто може вирушити від одного до трьох міжпланетних кораблів, один з яких буде нести екіпаж, а інші — наземну базу, пристрій для добування води та реактор для вироблення енергії. Передбачувана тривалість перебування на поверхні супутника: від 32 до 123 діб; сам політ, ймовірно, займе від 2 до 5 років.
У вищезгаданому звіті NASA за 2003 рік було запропоновано, що пілотована місія до Каллісто буде можлива до 2040-х років, а також були згадані технології, які повинні бути розроблені та випробувані до вказаного терміну, ймовірно, до і в ході пілотованих польотів до Місяця і Марса.

## Культурний вплив
Юпітер і його супутники є популярними темами наукової фантастики, і Каллісто не є винятком.
У 1930-х роках письменник Гарл Вінсент у романі «Каллісто на війні» описував війну Землі та Каллісто. Сирін Корнблас у своєму оповіданні «Божевільний робот» 1936 року згадував мешканців Каллісто, які вивели з ладу робота, після чого той став неконтрольованим. Того ж року опубліковано роман «Злочинці на Каллісто» Менлі Вейда Веллмана. У романі Айзека Азімова 1940 року «Небезпека Каллісто» зображено Каллісто з атмосферою з вуглекислого газу та кисню та біорізноманіттям. Супутник згадується в романі Роберта Гайнлайна «Фермер у небі» 1950 року, де колоністи створювали умови для життя на Каллісто. Філіп Дік 1955 року написав коротку повість під назвою «Зразковий Єнсі» про колоністів, які живуть у тоталітарному суспільстві на Каллісто. У 1970-х роках Лін Картер створив серію з восьми книг під назвою «Каллісто». У книгах розповідається про солдата, який телепортується до Каллісто, де він знаходить стародавню людську цивілізацію. Автор описує Каллісто, як супутник, що схожий на Землю, але через ілюзію він видається непридатним для життя. У книзі Кіма Стенлі Робінсона «2312» поселенці колонізували гігантський ударний кратер Валгалла, жителі прагнуть зберегти свій простір і незалежність, вони поселяються в різних кратерах, створюючи окремі колонії в кожному. Супутник також фігурує в деяких інших книгах, зокрема в серії «Біографія космічного тирана» (1983—2001) Пірса Ентоні, в романах «На борту марсіанського лайнера» (1931) Майлза Бреєра, «Горобина» (1990) Енн Маккеффрі, «Колісники» (2000) Яна Стюарта та Джека Коена, «Тиха війна» (2008) Пола Мака-Оулі, «Блакитний Марс» (1997) і «Мрія Галілея» (2009) Кіма Стенлі Робінсона.
Також тереформована та колонізована Каллісто згадувалась в японському аніме-серіалі Cowboy Bebop.

## Зауваження
- а.^  Однорідні тіла кулястої форми мають момент інерції 0,4mr2. Коефіцієнт нижче 0,4 вказує на те, що густина зростає з глибиною.
- б.^  У випадку крижаних супутників палімпсести — круглі яскраві геоструктури, ймовірно, залишки давніх ударних кратерів; див. Greeley, 2000[17].
- г. ^  Історичним прикладом припливного руйнування небесного тіла, яке пролетіло біля Юпітера, є комета Шумейкерів—Леві 9. Згодом її уламки впали на Юпітер, залишивши на видимій поверхні цієї планети 13 темних газопилових областей значного розміру[92].